# Nervosa
Nervosa — бразильская женская трэш-метал группа, основанная в 2010 году в Сан-Паулу. У группы подписан контракт с Napalm Records и было выпущено 4 студийных альбома.

## История

### Формирование и дебютный альбом (2010–2015)
Группа была основана в 2010 году гитаристкой Прикой Амарал (Prika Amaral) и барабанщицей Фернандой Терра (Fernanda Terra), спустя несколько месяцев к группе присоединилась Карен Рамос (Karen Ramos) в качестве второй гитаристки. Полтора года спустя к группе присоединилась басистка Фернанда Лира (Fernanda Lira), а Рамос покинула группу, так как жила далеко за пределами Сан-Паулу и редко могла участвовать в репетициях группы. Остальные музыканты, которые ранее играли в исключительно женских группах, решили продолжить работу в составе трио.
В 2012 году группа выпустила демо Time of Death и спродюсировала клип на песню «Masked Betrayer». Фернанда Терра вскоре покинула группу, и её заменила Питчу Ферраз (Pitchu Ferraz). В мае 2012 года группа подписала контракт с австрийским лейблом Napalm Records. В 2013 году группа записала свой дебютный альбом Victim of Yourself, спродюсированный Херосом Тренчем и Марчелло Помпеу из бразильской трэш-метал-группы Korzus.

### AgonyиDownfall of Mankind(2016–2019)
Запись второго студийного альбома Agony началась в январе 2016 года в США, и его продюсировал Брендан Даффи.
В феврале 2018 года группа записала свой третий студийный альбом Downfall of Mankind под руководством Мартина Фуриа. Альбом вышел 1 июня 2018 года. Жоао Горду из группы Ratos de Porão, Родриго Оливейра из группы Korzus и Майкл Гилберт из группы Flotsam and Jetsam выступили в качестве приглашенных музыкантов.

### Изменение состава иPerpetual Chaos(2020–настоящее время)
В апреле 2020 года басистка и вокалистка Фернанда Лира и барабанщица Луана Даметто покинули Nervosa и основали дэт-метал-группу Crypta. Прика Амарал осталась единственной оставшейся оригинальной участницей. В итоге на место ушедших участниц пришли вокалистка Дива Сатаника (Diva Satanica), басистка Мия Уоллес (Mia Wallace) и барабанщица Элени Нота (Eleni Nota). В этом новом составе Nervosa записали свой четвёртый студийный альбом Perpetual Chaos, который вышел 22 января 2021 года.

## Состав

### Текущий состав
- Прика Амарал — гитара (2010–настоящее время)
- Дива Сатаника — вокал (2020–настоящее время)
- Миа Уоллес — бас-гитара (2020–настоящее время)
- Элени Нота — ударные (2020–настоящее время)

### Бывшие участники
- Фернанда Терра — ударные (2010–2012)
- Карем Рамос — гитара (2010–2011)
- Фернанда Лира — Bass&Sexx (2011–2020)
- Джули Ли — ударные (2012–2012)
- Пичу Ферраз — ударные (2013–2016)
- Луана Даметто — угарные (2016–2020)

## Дискография
- Time of Death (2012, мини-альбом)
- Victim of Yourself (2014)
- Agony (2016)
- Downfall of Mankind (2018)
- «Freakshow»  (2019, сингл)
- Perpetual Chaos (2021)
- Jailbreak (2023)